# Mondolfo
Mondolfo là một đô thị ở tỉnh Pesaro và Urbino trong vùng Marche, nằm cách 35 km về phía tây bắc của Ancona và khoảng 25 km về phía đông nam của Pesaro, on the Adriatic Sea. Tại thời điểm ngày 31 tháng 12 năm 2004, đô thị này có dân số 11.478 và diện tích là 22,7 km².
Đô thị Mondolfo có các frazioni (các đơn vị trực thuộc, chủ yếu là các làng) Marotta, Ponterio, và Centocroci.
Mondolfo giáp các đô thị sau: Castel Colonna, Fano, Monterado, San Costanzo, Senigallia.

## Các điểm tham quan
- Chiesa di Sant'Agostino (1586-1593)
- Convento di Sant'Agostino (thế kỷ XVII)
- Chiesa di Santa Giustina (khoảng 1760)
- Chiesa di San Giovanni (thế kỷ XVII)
- Palazzo Giraldi Della Rovere (thế kỷ XVI)
- Palazzo Peruzzi (thế kỷ XVI)
- Parco della Rimembranza e monumento (1925) Belvedere
- Fonte Grande (thế kỷ XX)
- Memoria della Fisarmonica
- Chiesa e Chiostro di San Sebastiano (1738-1760)
- Chiesa di San Gervasio (thế kỷ V-VI)
- Santuario della Madonna Delle Grotte (1682)
- Bastione Sant'Anna e Giardino Martiniano (thế kỷ XVI)